# Cratoscalapha electroneura
Cratoscalapha electroneura là một loài côn trùng trong họ Ascalaphidae thuộc bộ Neuroptera. Loài này được Martins-Neto & Vulcano miêu tả năm 1997.